# 宮村一夫
宮村 一夫（みやむら かずお、1956年〈昭和31年〉8月2日 - ）は、日本の化学者、随筆家、全国通訳案内士。専門は分析化学・錯体化学。学位は工学博士（東京大学・論文博士・1989年）（学位論文「平面正方形型銅(2)及びニッケル(2)錯体の立体化学的研究」）。吉川貞雄門下。東京理科大学名誉教授。
元東京理科大学理学部第一部学部長兼大学院理学研究科長、大学院総合科学研究科幹事、東京理科大学評議員。日本化学会理事、化学遺産委員長（第2代）。その他、東京大学・早稲田大学講師、日本分析化学会副会長・理事、日本鉄鋼協会理事、日本分光学会理事、法務省司法試験予備試験・大学入試センター試験作問委員を歴任した。
日本のJRグループ全線（旧日本国有鉄道）と私鉄全線の完全乗車達成者でもある。

## 来歴

### 生い立ち
1956年に東京都で誕生、ニューヨーク州出身。銀行に勤める父の転勤で生後8ヶ月でアメリカ合衆国・ニューヨークに渡米し5年間を過ごす。一時帰国し小学校4年生までを東京都と大阪府、再度渡英して日本の中学校に編入するまでをイギリス・ロンドンで生活した。当時のイギリスは不景気のため「黄昏のロンドン」（木村治美著）と言われる時代だったが、在英時の家は3階建てで広い庭付きであった。日本語能力維持のため在英国日本国大使館の日本語クラスに毎週通い、現地の小学校ではフランス語や算数で優秀賞を受賞。小学3年生の時に父から子供向けの化学キットが贈られたのが分析化学への道を歩む原点であり、以降自身の部屋が化学研究室になるほど熱中した。
14歳で英国より帰国後、吉祥寺の成蹊学園に編入学。成蹊中学校、成蹊高等学校を経て、東京大学工学部を卒業。
成蹊中高時代は成績優秀者であった為、附属の成蹊大学には進学ぜず、東京大学理科一類を受験し現役合格した。1975年3月の高等学校卒業生342名中、東京大学に現役で進学したのは宮村1名だけであった。東大入試でも成績優秀であった為、未申請で奨学金団体から半年5万円が給付され、教養課程では80点以上の成績を維持していた。1979年に東京大学工学部合成化学科を卒業後、引き続き同大大学院工学系研究科合成化学専攻に進み、1981年に修士課程修了。1982年に東京大学大学院工学系研究科合成化学専攻博士課程を中退。

### 無機化学者として
同年4月より東京大学助手となり、1991年より講師。1998年に東京理科大学に転じて助教授、2004年に教授に就任した。2015年から2017年まで東京理科大学理学部第一部学部長・大学院理学研究科長を務め、2013年から2021年まで東京理科大学評議員を歴任した。
日本化学会では、2008年に化学グランプリ作問委員を務め、以降、日本分析化学会副会長、第57代日本分析化学会関東支部長、日本化学会関東支部副支部長などを歴任。そのほか東京大学客員講師、早稲田大学客員講師を兼任している。この間、公的機関においては、大学入試センター教科科目第一委員会委員（無機化学分野）、法務省司法試験予備試験作問委員（化学分野）を歴任した。
2021年4月から2024年5月（予定）まで日本化学会化学遺産委員会委員長に就任する。2022年3月付で第13回化学遺産として第58・59・60号の3件を新たに認定した。また、2023年3月付で第14回化学遺産として第61・62・63・64号の4件を認定した。2024年2月には第15回化学遺産として第65・66・67号の3件を認定した。
2022年5月25日、第660回理事会の決議により公益社団法人日本化学会理事に就任した。
2023年3月11日、「大学生活48年を振り返って～昭和、平成、令和の大学風景」というタイトルの最終講義を東京理科大学神楽坂キャンパス2号館で行った。同年6月8日付で名誉教授となった。
同年12月21日、「分析・無機化学分野における優れた教育活動」に対し、日本化学会より第48回化学教育賞を受賞した。
現在は、東京理科大学ほか早稲田大学・法政大学・東京電機大学において非常勤講師を務めている。

### 研究課題や経歴
主に金属錯体分子の会合構造の解析と、錯体ｰ脂質複合層状結晶の育成を研究課題とし、1978年からは置換基を有する大環状金属錯体、1982年よりアルキル長鎖を導入した金属錯体、1987年からは走査型トンネル顕微鏡による分子観察を行ってきた。また自身の研究室では、冷結晶化による蓄熱能を有する化合物を発見し新たな研究対象となっている。

## 略歴
- 1956年〈昭和31年〉ｰ 誕生
- 1975年〈昭和50年〉ｰ 成蹊高等学校を卒業
- 1979年〈昭和54年〉ｰ 東京大学工学部合成化学科を卒業
- 1981年〈昭和56年〉ｰ 東京大学大学院工学系研究科修士課程を修了（工学）
- 1982年〈昭和57年〉ｰ 同博士課程を中退、東京大学助手
- 1991年〈平成3年〉ｰ 東京大学講師
- 1998年〈平成10年〉ｰ 東京理科大学助教授
- 2004年〈平成16年〉ｰ 東京理科大学教授（理学部化学科）
- 2013年〈平成25年〉ｰ 東京理科大学評議員
- 2015年〈平成27年〉ｰ 東京理科大学理学部長（ｰ2017年）、同大学院理学研究科長
- 2022年〈令和4年〉ｰ 日本化学会理事[12]（ｰ2024年）
- 2023年〈令和5年〉
  - 3月31日 - 東京理科大学定年；理学部化学科研究室閉鎖
  - 4月1日 - 東京理科大学嘱託教授就任
  - 6月8日 - 東京理科大学名誉教授[3]

## 受賞歴
- 2023年〈令和5年〉
  - 12月21日 ｰ 日本化学会化学教育賞（第48回）[14]

## 人物
- 2014年4月より現在まで、NHK「ラジオ深夜便」の「旅の達人 全国鉄道紀行」に出演[15]していて、元NHKアナウンサーの石澤典夫（聞き手）と共に長らく続けている。本業は化学者であるが東京理科大学に赴任後、研究の合間を縫って1988年にJR全線、2011年に私鉄全線の完全乗車（いわゆる完乗）を達成したほどであり、「鉄道オタク」や「鉄道マニア」だと自称した[16]。ラジオ深夜便では学生時代からの鉄道旅をテーマに語っている。
- 日本私立大学協会の連載記事内では、鉄道に目覚めた理由を「宮脇俊三の『時刻表2万キロ』がベストセラーで、日本国有鉄道のCMソング『いい日旅立ち』がヒットしていた中、こうした鉄道・旅のブームに感化された面もあります。俺も全国の鉄道に乗って鉄道地図を塗りつぶそうと思いました」と説明している[17]。
- 2017年7月22日に東京理科大学オープンカレッジで行われた特別講座において、鳥取県の若桜鉄道若桜線で完乗したと説明[18]。また、東日本旅客鉄道（JR東日本）では新潟県のガーラ湯沢駅ｰ越後湯沢駅間で完乗している。
- 幼少期から米国や英国に在住した経験があるため、自身の英語力を活かせる難関資格のひとつ全国通訳案内士資格を取得している[16]。
- 上田昌孝（アメリカンホーム保険会長・光通信顧問など）は高校の同級生。また、1学年下には坂茂（世界的建築家、慶應義塾大学教授）や渡邉優（駐キューバ特命全権大使）、2学年上には安倍晋三（内閣総理大臣）等がいる。

## 著作
- （北森武彦との共著）『分析化学』丸善雄松堂、2002年3月
- 『ゼロから学ぶ元素の世界』講談社<ゼロから学ぶシリーズ>、2006年10月
- （監修）『元素がわかる事典：世界は何からできている? 発見の歴史から特徴・用途まで』PHP研究所、2010年1月*
- （西原寛、野津憲治等と監訳）『元素大百科事典』朝倉書店、2014年9月
- （監修）『元素シティへGO!』実務教育出版、2016年9月
- （監修）『「乗り鉄」教授のとことん鉄道旅』潮出版社、2021年8月

## 現在のメディア出演

### ラジオ
- ラジオ深夜便（NHK、月1回水曜日23:05 - 放送、聞き手は石澤典夫または芳野潔）